# 52.ª División de Infantería (Alemania)
La 52.ª División de Infantería (en alemán: 52. Infanterie-Division) fue una división de infantería del Heer durante la Segunda Guerra Mundial, que se convertiría en la 52.ª División de Entrenamiento (52. Feldausbildungs Division) en diciembre de 1943 y luego en la 52.ª División de Seguridad (52. Division Sicherungs) en abril de 1944.

## Historial de operaciones
La 52.ª División de Infantería se formó el 26 de agosto de 1939 en Siegen, en el distrito militar IX. En 1939, la 52.ª División recibió la orden de realizar tareas de seguridad fronteriza en el distrito de Sarre-Palatinado y en Tréveris en la frontera occidental.
Participó en varias operaciones a lo largo del Frente Occidental en mayo de 1940, avanzando a través de Luxemburgo y Bélgica hasta el norte de Francia bajo el mando del 12.º Ejército. Luego combatió en Francia en diversas batallas en Aisne, Champaña y Dijon.
En junio de 1941, la división se trasladó a Polonia para participar en la Operación Barbarroja en la que avanzó hacia Vilna, Minsk y Moscú, donde se detuvo en el río Protvá. En octubre de 1943, la División se redujo a solo un grupo de combate después de grandes pérdidas en la batalla de Nevel y fue disuelta el 1 de noviembre de 1943.
La división fue otra vez formada como la 52.ª División de Entrenamiento en diciembre de 1943 bajo el mando del Generalmajor Albert Newiger.
En abril de 1944, la división fue rebautizada nuevamente como 52.ª División de Seguridad, todavía bajo el mando de Newiger. La división se trasladó primero a Baránavichy y luego a la Festung Libau (Liepāja en letón).

## Organización
La organización de la división fue la siguiente;
- Alto Mando de la 52.ª División
  - 152.ª Compañía de Protección
  - 152.ª Compañía de Suministros
- 152.ª Compañía de Reconocimiento
- 183.° Regimiento de Infantería (x3 batallones)
- 187.° Regimiento de Infantería (x3 Batallones)
- 205.º Regimiento de Infantería (x3 batallones)
- 152.º Regimiento de Artillería (x3 Ligeros, x1 Batallones Pesados)
- 152.° Batallón Antitanque (x3 Baterías)
- 152.° Batallón de Ingenieros
- 152.° Batallón Divisional de Transporte
- 152.° Tropas de Suministro de la División

## Comandantes
- Generaloberst Karl-Adolf Hollidt (26 de agosto - 8 de septiembre de 1939)
- Generaloberst Hans- Jürgen von Arnim (8 de septiembre de 1939 - 5 de octubre de 1940)
- Generaloberst Lothar Rendulic (10 de octubre de 1940 - 1 de noviembre de 1942)
- Generalleutnant Rudolf Peschel (1 de noviembre de 1942 - 1 de noviembre de 1943)
- Generalmajor Albert Newinger (10 de diciembre de 1943 - 5 de septiembre de 1944)
- Generalleutnant Albrecht Baron Digeon von Monteton (5 de septiembre de 1944 - 9 de mayo de 1945): prisionero de guerra y ejecutado en febrero de 1946